# Union-Chrétienne de Saint-Chaumond
La Congrégation de l'Union-Chrétienne de Saint-Chaumond est un Institut de droit pontifical de religieuses enseignantes. Fondée en 1652 par  Saint Vincent de Paul et Marie Lumague, veuve Pollalion, cette congrégation fut, dès l’origine, destinée à l’éducation des enfants et des jeunes filles. 

## Historique
Son nom, choisi par Vincent de Paul lui-même, indique le lien « indissoluble de la dilection fraternelle » qui unit les religieuses entre elles. Marie Lumague y ajouta le patronage de saint Chaumond, évêque de Lyon qui avait fondé au Moyen Âge une œuvre éducative similaire.
Les sœurs furent appelées à fonder plusieurs maisons dans Paris, puis très vite en province. À leur tour, certaines de ces maisons en fondèrent d’autres. les religieuses de l’Union-Chrétienne passèrent sous la juridiction directe du Pape le 15 mai 1668. Cette approbation qui confirmait les intuitions de saint Vincent de Paul marqua une date dans l’histoire de la vie consacrée féminine. En effet, la consécration par des vœux était désormais possible en dehors de la vie contemplative et permettait ainsi d’évangéliser le monde féminin là où il se trouvait.
La Révolution française n’épargna pas l’Union-Chrétienne[réf. souhaitée]. À la suite du décret du 18 août 1792 de la Convention qui supprima les congrégations séculières, principalement enseignantes et hospitalières, toutes les Maisons furent fermées et les religieuses dispersées, les biens vendus. Grâce au courage et à l’énergie de Mère Bardon de Lataillée, supérieure de la maison de Poitiers pendant la tourmente, la Congrégation se reconstitua à Poitiers. Elle réunit autour d’elle d’anciennes religieuses de Poitiers et de Parthenay. C’est ainsi qu’en 1802, Poitiers devint la Maison Mère. Elles reprirent leur œuvre d’enseignement qui redevint florissante. Mais, vers la fin du XIXe siècle, l’Institut eut à traverser une période difficile provoquée par la politique anticléricale menée par le gouvernement français.
Au début du XXe siècle, Mère Cécile Devrièse, reconnue par Rome Seconde fondatrice de l’Institut, sera celle qui saura revivifier le charisme primitif. Elle ouvrit des Maisons nouvelles dans le diocèse de Poitiers puis ceux de Limoges, Bourges, Versailles, Blois et Pontoise.
Et ce fut le départ à l’étranger pour établir des Maisons en Espagne et au Portugal. Une Communauté a aussi pu être établie à San Diego en Californie, en 1988
La congrégation possède une école maternelle à Pampelune, et un collège français à Madrid. À San Diego, on retrouve une école allant de la maternelle au collège, dirigé par les sœurs de l'Union-Chrétienne.

## Les vœux
Les religieuses font vœu public d’observer les conseils évangéliques de Pauvreté, Chasteté et d’Obéissance. Elles y joignent un quatrième vœu, reconnu par l’Église comme étant précisément leur charisme propre : le vœu d’Union (dilection fraternelle). Par ce vœu, elles s’engagent, au nom de leur Union à Jésus Christ et comme témoignage de son Amour, à demeurer unies entre elles au sein de la Communauté.

## Implantations
- France
  - Beaumont-sur-Oise[2]
  - Bellac
  - Poitiers
  - Paris (rue Saint-Denis)
  - Romorantin-Lanthenay[3]
- Espagne
  - Madrid[4]
  - Villava
- États-Unis
  - San Diego[5]